# Unheard Rejects
Unheard Rejects – szósty album zespołu The Cockney Rejects nagrany w 1981 i wydany w 1985 przez wytwórnię Wonderful World Records.

## Utwory
1. "It Can't Be True" – 3:06
2. "1984" – 3:32
3. "Nobody Knows" – 2:52
4. "I Need It Again" – 3:29
5. "Dead Generation" – 2:21
6. "No Time" – 4:33
7. "It Will Only Ever Be" – 3:17
8. "Going Back Home" – 3:32
9. "It's Up to You" – 3:00
10. "Rutling Orange Peel" – 3:34
11. "Mans Life in the Army" – 4:09
12. "Listen" – 4:20

## Skład
- Jeff "Stinky" Turner – wokal
- Mick Geggus – gitara, wokal
- Vince Riodan – gitara basowa, wokal
- Keith "Sticks" Warrington – perkusja